# نورمان غال
نورمان غال (بالإنجليزية: Norman Gall)‏ هو صحفي ومؤرخ أمريكي وبرازيلي، ولد في 17 سبتمبر 1933 في ذا برونكس في الولايات المتحدة.